# Brychius
Brychius is een geslacht van kevers uit de familie watertreders (Haliplidae). Het geslacht is voor het eerst wetenschappelijk beschreven in 1860 door Thomson. De typesoort van het geslacht is Dytiscus elevatus Panzer, 1794.

## Voorkomen
De soorten uit het geslacht komen voor in het holarctisch gebied, waarvan drie in Noord-Amerika en twee in Europa.

## Soorten
Het geslacht omvat de volgende soorten:
- Brychius elevatus (Panzer, 1794)
- Brychius glabratus (Villa & Villa, 1835)
- Brychius hornii Crotch, 1873[3]
- Brychius hungerfordi Spangler, 1954[4]
- Brychius pacificus Carr, 1928[5]